# Rinorea subintegrifolia
Rinorea subintegrifolia (P.Beauv.) Kuntze – gatunek roślin z rodziny fiołkowatych (Violaceae). Występuje naturalnie w Afryce Subsaharyjskiej – w Gwinei-Bissau, Gwinei, Sierra Leone, Liberii, Wybrzeżu Kości Słoniowej, Burkina Faso, Ghanie, Nigerii, Kamerunie, Gabonie, Kongo, Demokratycznej Republice Konga oraz Tanzanii. 

## Morfologia
PokrójZimozielone drzewo lub krzew. Dorastające do 4 m wysokości.
LiścieBlaszka liściowa ma eliptyczny lub eliptycznie lancetowaty kształt. Mierzy 7–26 cm długości oraz 2,8–9,2 cm szerokości, jest niemal całobrzega lub ząbkowana na brzegu, ma klinową nasadę i wierzchołek od spiczastego do ostrego. Ogonek liściowy jest nagi i ma 6–30 mm długości.
KwiatyZebrane w tyrsach o długości 4,5–7 cm, wyrastają na szczytach pędów. Mają działki kielicha o owalnym kształcie i dorastające do 2–3 mm długości. Płatki są owalne, mają białą barwę oraz 3–4 mm długości.
OwoceTorebki mierzące 10-18 mm średnicy, o niemal kulistym kształcie.

## Biologia i ekologia
Rośnie w lasach, na wysokości do 1800 m n.p.m.